# Times Three
Times Three war eine kurzlebige maltesische Girlgroup, die speziell für die 1999er Vorauswahl des Eurovision Song Contests gegründet wurde. Die Mitglieder waren Philippa Farrugia Randon, Diane Stafrace und Francesca Tabone.

## Hintergrund
Nach dem Sieg bei der Vorauswahl durfte das Trio beim Eurovision Song Contest 1999 in Jerusalem mit dem Popsong Believe ’n Peace antreten. Geschrieben wurde der Titel von Chris & Moira, welche auch als Backgroundsänger mitmachten. Erreicht wurde Platz 15.
Eine geplante weitere Single wurde nicht mehr veröffentlicht und die Gruppe löste sich auf.